# Валдсхут-Тинген
Валдсхут-Тинген (на немски: Waldshut-Tiengen) е град в Баден-Вюртемберг, Германия, с 23.674 жители (към 31 декември 2015).
Намира се на река Рейн и точно на границата с Швейцария.
- Дворец Тинген